# ADO Den Haag in het seizoen 2005/06
Het seizoen 2005/2006 van ADO Den Haag was het 101ste jaar in het Nederlandse betaald voetbal voor de club uit Den Haag. De club kwam uit in de Eredivisie en nam deel aan het toernooi om de KNVB beker.
Onder leiding van tweedejaars trainer-coach Frans Adelaar eindigde ADO Den Haag op de vijftiende plaats in de eindrangschikking. De assistent-trainers van Adelaar waren Marco Gentile, Lex Schoenmaker en Frans de Kat.
ADO Den Haag eindigde als 15de op de eindranglijst in de competitie. Topscorer van de Haagse club werd de Finse aanvaller Joonas Kolkka met acht doelpunten. In het bekertoernooi verloor de club uit de Hofstad in de derde ronde uiteindelijk van FC Groningen.

## Selectie
| №           | Naam                  | Geboren    | Competitie | Competitie | Beker | Beker |      |      |      |      |      |
| №           | Naam                  | Geboren    | Duels      | Goals      | Duels | Goals |      |      |      |      |      |
| Doel        | Doel                  | Doel       | Doel       | Doel       | Doel  | Doel  | Doel | Doel | Doel | Doel | Doel |
| ----------- | --------------------- | ---------- | ---------- | ---------- | ----- | ----- | ---- | ---- | ---- | ---- | ---- |
| 1           | Dorus de Vries        | 29-12-1980 | 20         | 0          | 3     | 0     |      |      |      |      |      |
| 18          | Cees Paauwe           | 03-11-1977 | 1          | 0          | 0     | 0     |      |      |      |      |      |
| 24          | Arjan van der Kaaij   | 09-01-1983 | 0          | 0          | 0     | 0     |      |      |      |      |      |
| 29          | Jaroslav Drobný       | 18-10-1979 | 12         | 0          | 0     | 0     |      |      |      |      |      |
| 30          | Robert Zwinkels       | 04-05-1983 | 1          | 0          | 0     | 0     |      |      |      |      |      |
| Verdediging |                       |            |            |            |       |       |      |      |      |      |      |
| 2           | Daniël Rijaard        | 16-11-1976 | 14         | 0          | 3     | 0     |      |      |      |      |      |
| 2           | Angelo Martha         | 29-04-1982 | 1          | 0          | 0     | 0     |      |      |      |      |      |
| 3           | Jan-Paul Saeijs       | 20-06-1978 | 15         | 3          | 3     | 2     |      |      |      |      |      |
| 3           | Cory Gibbs            | 14-01-1980 | 5          | 0          | 0     | 0     |      |      |      |      |      |
| 4           | Alberto Saavedra      | 29-10-1981 | 26         | 1          | 2     | 1     |      |      |      |      |      |
| 5           | Youssef El-Akchaoui   | 18-02-1981 | 28         | 0          | 3     | 0     |      |      |      |      |      |
| 15          | Spira Grujić          | 07-12-1971 | 16         | 0          | 0     | 0     |      |      |      |      |      |
| 17          | John O'Brien          | 29-08-1977 | 3          | 0          | 1     | 0     |      |      |      |      |      |
| 20          | Tomasz Rząsa          | 11-03-1973 | 25         | 0          | 2     | 2     |      |      |      |      |      |
| 23          | Said Bakkati          | 23-03-1982 | 13         | 0          | 0     | 0     |      |      |      |      |      |
| 26          | Raimund Riedewald     | 04-11-1986 | 2          | 0          | 0     | 0     |      |      |      |      |      |
| 31          | Christian Kum         | 13-09-1985 | 3          | 0          | 0     | 0     |      |      |      |      |      |
| Middenveld  |                       |            |            |            |       |       |      |      |      |      |      |
| 6           | Tommie van der Leegte | 27-03-1977 | 18         | 1          | 3     | 2     |      |      |      |      |      |
| 8           | Aleksandar Ranković   | 31-08-1978 | 26         | 1          | 3     | 2     |      |      |      |      |      |
| 12          | Ferrie Bodde          | 05-05-1982 | 19         | 2          | 2     | 0     |      |      |      |      |      |
| 14          | Joonas Kolkka         | 28-09-1974 | 31         | 8          | 2     | 1     |      |      |      |      |      |
| 21          | Edwin de Graaf        | 30-04-1980 | 23         | 3          | 1     | 0     |      |      |      |      |      |
| 22          | Peter Jungschläger    | 22-05-1984 | 12         | 0          | 0     | 0     |      |      |      |      |      |
| Aanval      |                       |            |            |            |       |       |      |      |      |      |      |
| 7           | Geert den Ouden       | 24-07-1976 | 26         | 5          | 2     | 3     |      |      |      |      |      |
| 9           | Michael Mols          | 17-12-1970 | 29         | 3          | 1     | 0     |      |      |      |      |      |
| 10          | Roy Stroeve           | 15-05-1977 | 28         | 5          | 3     | 5     |      |      |      |      |      |
| 11          | Sean Doherty          | 10-02-1985 | 0          | 0          | 2     | 3     |      |      |      |      |      |
| 11          | Paulus Roiha          | 03-08-1980 | 9          | 0          | 0     | 0     |      |      |      |      |      |
| 16          | Wesley Verhoek        | 25-09-1986 | 19         | 1          | 3     | 0     |      |      |      |      |      |
| 19          | Eljero Elia           | 13-02-1987 | 30         | 2          | 3     | 2     |      |      |      |      |      |

## Transfers
Zomer 2005: aangetrokken:
- Sean Doherty → Fulham FC
- Edwin de Graaf → Feyenoord (gehuurd vanaf oktober)
- Peter Jungschläger → eigen gelederen
- Joonas Kolkka → Crystal Palace FC
- Michael Mols → FC Utrecht
- Ismail Oruc → eigen gelederen
- Aleksandar Ranković → SBV Vitesse (€350.000)
- Raimund Riedewald → eigen gelederen
- Tomasz Rząsa → SC Heerenveen
- Levi Schwiebbe → eigen gelederen
- Robert Zwinkels → AFC Ajax

Zomer 2005: vertrokken:
- Édson → Tottenham Hotspur (was gehuurd)
- Jim van Fessem → De Graafschap
- Cedric van der Gun → Borussia Dortmund
- Stefan Huisman → FC Omniworld
- Raymond Jansz → niet bekend
- Geoffrey Knijnenburg → Go Ahead Eagles (verhuurd)
- Daniel Koegler → VSV TONEGIDO
- Sjaak Polak → Sparta Rotterdam
- Jamie Smith → Aberdeen FC
- Gill Swerts → SBV Vitesse (was gehuurd van Feyenoord)
- Wesley Zandstra → FC Zwolle

Winter 2005/06: aangetrokken:
- Said Bakkati → SC Heerenveen
- Laurent Delorge → RSC Anderlecht
- Jaroslav Drobný → Fulham FC (gehuurd)
- Cory Gibbs → Feyenoord (gehuurd)
- Christian Kum → eigen gelederen
- Angelo Martha → MVV Maastricht (€50.000)
- Paulus Roiha → Cercle Brugge
- Josh Wagenaar → Hartwick College

Winter 2005/06: vertrokken:
- Sean Doherty → Port Vale FC
- Tommie van der Leegte → VfL Wolfsburg (€500.000)
- John O'Brien → Chivas USA
- Daniël Rijaard → SBV Excelsior (verhuurd)
- Jan-Paul Saeijs → Roda JC Kerkrade (€350.000)

## Eredivisie

### Wedstrijden
| №  | Datum             | Thuis            | Uit              | Uitslag |
| -- | ----------------- | ---------------- | ---------------- | ------- |
| 1  | 20 augustus 2005  | ADO Den Haag     | Heracles Almelo  | 1 – 2   |
| 2  | 26 augustus 2005  | ADO Den Haag     | sc Heerenveen    | 1 – 0   |
| 3  | 11 september 2005 | NAC Breda        | ADO Den Haag     | 4 – 1   |
| 4  | 16 september 2005 | ADO Den Haag     | FC Twente        | 0 – 0   |
| 5  | 7 januari 2006    | Ajax             | ADO Den Haag     | 2 – 2   |
| 6  | 24 september 2005 | Willem II        | ADO Den Haag     | 1 – 0   |
| 7  | 1 oktober 2005    | ADO Den Haag     | RKC Waalwijk     | 2 – 1   |
| 8  | 16 oktober 2005   | Vitesse          | ADO Den Haag     | 3 – 1   |
| 9  | 23 oktober 2005   | FC Groningen     | ADO Den Haag     | 3 – 1   |
| 10 | 29 oktober 2005   | ADO Den Haag     | AZ               | 0 – 2   |
| 11 | 6 november 2005   | FC Utrecht       | ADO Den Haag     | 1 – 1   |
| 12 | 19 november 2005  | ADO Den Haag     | NEC              | 0 – 1   |
| 13 | 27 november 2005  | PSV              | ADO Den Haag     | 3 – 0   |
| 14 | 4 december 2005   | Sparta Rotterdam | ADO Den Haag     | 2 – 3   |
| 15 | 10 december 2005  | ADO Den Haag     | RBC Roosendaal   | 3 – 0   |
| 16 | 18 december 2005  | ADO Den Haag     | Feyenoord        | 2 – 1   |
| 17 | 27 december 2005  | Roda JC          | ADO Den Haag     | 3 – 1   |
| 18 | 15 januari 2006   | ADO Den Haag     | FC Utrecht       | 2 – 3   |
| 19 | 30 december 2005  | AZ               | ADO Den Haag     | 3 – 1   |
| 20 | 22 januari 2006   | NEC              | ADO Den Haag     | 5 – 0   |
| 21 | 29 januari 2006   | ADO Den Haag     | PSV              | 0 – 2   |
| 22 | 5 februari 2006   | sc Heerenveen    | ADO Den Haag     | 3 – 0   |
| 23 | 8 februari 2006   | ADO Den Haag     | NAC Breda        | 0 – 3   |
| 24 | 12 februari 2006  | ADO Den Haag     | Ajax             | 1 – 2   |
| 25 | 19 februari 2006  | Heracles Almelo  | ADO Den Haag     | 1 – 3   |
| 26 | 25 februari 2006  | ADO Den Haag     | Vitesse          | 2 – 0   |
| 27 | 5 maart 2006      | RKC Waalwijk     | ADO Den Haag     | 3 – 0   |
| 28 | 11 maart 2006     | ADO Den Haag     | FC Groningen     | 2 – 1   |
| 29 | 18 maart 2006     | ADO Den Haag     | Roda JC          | 1 – 1   |
| 30 | 26 maart 2006     | Feyenoord        | ADO Den Haag     | 0 – 2   |
| 31 | 1 april 2006      | ADO Den Haag     | Willem II        | 1 – 1   |
| 32 | 9 april 2006      | FC Twente        | ADO Den Haag     | 2 – 0   |
| 33 | 12 april 2006     | RBC Roosendaal   | ADO Den Haag     | 1 – 2   |
| 34 | 16 april 2006     | ADO Den Haag     | Sparta Rotterdam | 0 – 2   |

### Eindstand
| №  | Club             | WG | W  | G | V  | DV | DT | +/– | Punten |
| -- | ---------------- | -- | -- | - | -- | -- | -- | --- | ------ |
|    | PSV              | 34 | 26 | 6 | 2  | 71 | 23 | +48 | 84     |
| 2  | AZ               | 34 | 23 | 5 | 6  | 78 | 32 | +46 | 74     |
| 3  | Feyenoord        | 34 | 21 | 8 | 5  | 79 | 34 | +45 | 71     |
| 4  | Ajax             | 34 | 18 | 6 | 10 | 66 | 41 | +25 | 60     |
| 5  | FC Groningen     | 34 | 16 | 8 | 10 | 46 | 43 | +3  | 56     |
| 6  | FC Utrecht       | 34 | 16 | 7 | 11 | 48 | 44 | +4  | 55     |
| 7  | sc Heerenveen    | 34 | 14 | 8 | 12 | 63 | 58 | +5  | 50     |
| 8  | Roda JC          | 34 | 15 | 5 | 14 | 57 | 54 | +3  | 50     |
| 9  | FC Twente        | 34 | 13 | 8 | 13 | 44 | 36 | +8  | 47     |
| 10 | N.E.C.           | 34 | 13 | 8 | 13 | 43 | 43 | 0   | 47     |
| 11 | Vitesse          | 34 | 13 | 5 | 16 | 52 | 54 | −2  | 44     |
| 12 | RKC Waalwijk     | 34 | 11 | 6 | 17 | 48 | 58 | −10 | 39     |
| 13 | Heracles Almelo  | 34 | 11 | 6 | 17 | 35 | 58 | −23 | 39     |
| 14 | Sparta Rotterdam | 34 | 10 | 7 | 17 | 34 | 50 | −16 | 37     |
| 15 | ADO Den Haag     | 34 | 10 | 5 | 19 | 36 | 62 | −26 | 35     |
| 16 | NAC Breda        | 34 | 8  | 9 | 17 | 45 | 66 | −21 | 33     |
| 17 | Willem II        | 34 | 7  | 7 | 20 | 45 | 66 | −21 | 28     |
| 18 | RBC Roosendaal   | 34 | 1  | 6 | 27 | 22 | 90 | −68 | 9      |

### Stand, punten en doelpunten per speelronde 2005/06
| Speelronde              | 2*            | 3*            | 4*            | 5*            | 1*            | 6             | 7             | 8             | 9             | 10            | 11            | 12            | 13            | 14            | 15            | 16            | 17            | 19*           | 18*           | 20            | 21            | 22            | 23            | 24            | 25            | 26            | 27            | 28            | 29            | 30            | 31            | 32            | 33            | 34            |
| ----------------------- | ------------- | ------------- | ------------- | ------------- | ------------- | ------------- | ------------- | ------------- | ------------- | ------------- | ------------- | ------------- | ------------- | ------------- | ------------- | ------------- | ------------- | ------------- | ------------- | ------------- | ------------- | ------------- | ------------- | ------------- | ------------- | ------------- | ------------- | ------------- | ------------- | ------------- | ------------- | ------------- | ------------- | ------------- |
| Trainer                 | Frans Adelaar | Frans Adelaar | Frans Adelaar | Frans Adelaar | Frans Adelaar | Frans Adelaar | Frans Adelaar | Frans Adelaar | Frans Adelaar | Frans Adelaar | Frans Adelaar | Frans Adelaar | Frans Adelaar | Frans Adelaar | Frans Adelaar | Frans Adelaar | Frans Adelaar | Frans Adelaar | Frans Adelaar | Frans Adelaar | Frans Adelaar | Frans Adelaar | Frans Adelaar | Frans Adelaar | Frans Adelaar | Frans Adelaar | Frans Adelaar | Frans Adelaar | Frans Adelaar | Frans Adelaar | Frans Adelaar | Frans Adelaar | Frans Adelaar | Frans Adelaar |
| Punten per speelronde   | 0             | 3             | 0             | 1             | 1             | 0             | 3             | 0             | 0             | 0             | 1             | 0             | 0             | 3             | 3             | 3             | 0             | 0             | 0             | 0             | 0             | 0             | 0             | 0             | 3             | 3             | 0             | 3             |               |               |               |               |               |               |
| Punten na speelronde    | 0             | 3             | 3             | 4             | 5             | 5             | 8             | 8             | 8             | 8             | 9             | 9             | 9             | 12            | 15            | 18            | 18            | 18            | 18            | 18            | 18            | 18            | 18            | 18            | 21            | 24            | 24            | 27            |               |               |               |               |               |               |
| Stand na speelronde     | 14e           | 9e            | 14e           | 13e           | 10e           | 14e           | 11e           | 17e           | 16e           | 16e           | 16e           | 16e           | 16e           | 16e           | 14e           | 13e           | 14e           | 15e           | 15e           | 15e           | 16e           | 16e           | 16e           | 16e           | 16e           | 16e           | 16e           | 15e           |               |               |               |               |               |               |
| Goals per speelronde    | 1             | 1             | 1             | 0             | 2             | 0             | 2             | 1             | 1             | 0             | 1             | 0             | 0             | 3             | 3             | 2             | 1             | 2             | 1             | 0             | 0             | 0             | 0             | 1             | 3             | 2             | 0             | 2             |               |               |               |               |               |               |
| Goals na speelronde     | 1             | 2             | 3             | 3             | 5             | 5             | 7             | 8             | 9             | 9             | 10            | 10            | 10            | 13            | 16            | 18            | 19            | 21            | 22            | 22            | 22            | 22            | 22            | 23            | 26            | 28            | 28            | 30            |               |               |               |               |               |               |
| Doelsaldo na speelronde | -1            | 0             | -3            | -3            | -3            | -4            | -3            | -5            | -7            | -9            | -9            | -10           | -13           | -12           | -9            | -8            | -10           | -11           | -13           | -18           | -20           | -23           | -26           | -27           | -25           | -23           | -26           | -25           |               |               |               |               |               |               |

## Uitslagen

### Augustus 2005
| Gatorade Cup Eerste ronde | Groesbeekse Boys | 0 - 12 (0 - 4)                                                             | ADO Den Haag | Selectie ADO Den Haag: (T: Frans Adelaar) |
| di. 9 augustus 2005 Aanvangstijd: 20:00 uur Plaats: Berg en Dal Sportpark Breedeweg Toeschouwers: 1.000 Scheidsrechter: Jack van Hulten Wedstrijdverslagen: Verslag ADOFans, Verslag CADD |                  | 0 - 1 0 - 2 0 - 3 0 - 4 0 - 5 0 - 6 0 - 7 0 - 8 0 - 9 0 - 10 0 - 11 0 - 12 | 2' Van der Leegte 8' Doherty 22' Van der Leegte 23' Den Ouden 64' Ranković 67' Rząsa 69' Stroeve 73' Doherty 75' El-Akchaoui 79' Doherty 89' Stroeve 90' Rząsa | BASISOPSTELLING: De Vries - Rijaard, Saeijs, Saavedra, Rząsa - Ranković, Van der Leegte , O'Brien - Verhoek, Den Ouden, Doherty WISSELS: 46' Stroeve Saavedra 46' Elia Den Ouden 65' El-Akchaoui Van der Leegte |

Afwezig: Bodde (blessure)

Opmerkelijk: Tomasz Rząsa,  Aleksandar Ranković en Sean Doherty maakten hun ADO-debuut.
| Eredivisie 2e speelronde* | ADO Den Haag                                     | 1 - 2 (0 - 0)     | Heracles Almelo                                                                            | Selectie ADO Den Haag: (T: Frans Adelaar) | Selectie Heracles Almelo: (T: Peter Bosz) |
| za. 20 augustus 2005 Aanvangstijd: 19:30 uur Plaats: Den Haag Zuiderparkstadion Toeschouwers: 6.712 Scheidsrechter: Kevin Blom Assistenten: De Vree & Geutjes Verslag ADOFans | Ranković 17' Den Ouden (Stroeve) 63' Rijaard 78' | 1 - 0 1 - 1 1 - 2 | 12' Hoogma 48' Klavan 60' Sluijter 77' Hirayama (Höcher) 84' Hirayama (Tamerus) 87' Höcher | BASISOPSTELLING: D. de Vries - Rijaard, Grujić, Saavedra, Rząsa - Ranković, Van der Leegte , Stroeve - Verhoek, Den Ouden, Elia RESERVEBANK: Paauwe, El-Akchaoui, Jungschläger, Van der Zwan WISSELS: 75' El-Akchaoui Den Ouden | BASISOPSTELLING: Pieckenhagen - Jansen, Hoogma, Wuytens, Klavan - Maas, R. de Vries, Quansah - Höcher, Hellings, Sluijter RESERVEBANK: Van Loo, Reekers, Smit, Meijerink, Hirayama, Tamerus WISSELS: 75' Reekers Hoogma 75' Tamerus Wuytens 75' Hirayama Hellings |

Afwezig: Bodde (blessure)

Opmerkelijk: Job Cohen, de toenmalig burgemeester van Amsterdam, verbood de wedstrijd Ajax-ADO op zondag 14 augustus vanwege een tekort aan politiepersoneel. Uiteindelijk werd besloten om de wedstrijd op 21 september in te halen.
| Eredivisie 3e speelronde* | ADO Den Haag            | 1 - 0 (0 - 0) | SC Heerenveen        | Selectie ADO Den Haag: (T: Frans Adelaar) | Selectie SC Heerenveen: (T: Gertjan Verbeek) |
| vr. 26 augustus 2005 Aanvangstijd: 20:30 uur Plaats: Den Haag Zuiderparkstadion Toeschouwers: 6.025 Scheidsrechter: Reinold Wiedemeijer Assistenten: De Graaf & Zuidema Verslag ADOFans | Saeijs (Ranković) 90+2' | 1 - 0         | 48' Seip 50' Pranjić | BASISOPSTELLING: De Vries - Rijaard, Saeijs, Grujić, El-Akchaoui - Ranković, Van der Leegte , Rząsa - Stroeve, Den Ouden, Elia RESERVEBANK: Paauwe, Saavedra, Jungschläger, Doherty, Verhoek, Mols WISSELS: 72' Mols Stroeve 80' Verhoek Elia | BASISOPSTELLING: Waterman - Bakkati, Hansson, Breuer, Drost - Yıldırım, Bosvelt, Bruggink, Pranjić - Huntelaar, Samaras RESERVEBANK: Vandenbussche, Seip, Drost, Derveld, Nørregaard, Prager, Steur WISSELS: 46' Seip Bakkati 80' Steur Samaras |

Afwezig: Bodde (blessure)

Opmerkelijk: Jan-Paul Saeijs maakte in zijn eerste Eredivisie-wedstrijd na een lange knieblessure de winnende treffer dankzij een corner in blessuretijd. Michael Mols maakte zijn ADO-debuut.

### September 2005
| Eredivisie 4e speelronde* | NAC Breda                                                                                   | 4 - 1 (3 - 0)                 | ADO Den Haag                                  | Selectie ADO Den Haag: (T: Frans Adelaar) | Selectie NAC Breda: (T: Ton Lokhoff) |
| zo. 11 september 2005 Aanvangstijd: 14:30 uur Plaats: Breda Rat Verlegh Stadion Toeschouwers: 13.930 Scheidsrechter: Ruud Bossen Assistenten: Lobbert & Siebert Verslag ADOFans | Zonneveld 2' Slot (Jenner) 16' Mendes da Silva (Elshot) 21' Mendes da Silva 65' Rigters 77' | 1 - 0 2 - 0 3 - 0 4 - 0 4 - 1 | 29' Rijaard 56' Ranković 85' Saeijs (penalty) | BASISOPSTELLING: De Vries - Rijaard, Saeijs, Grujić, El-Akchaoui - Ranković, Van der Leegte , Rząsa - Stroeve, Den Ouden, Kolkka RESERVEBANK: Paauwe, Saavedra, O'Brien, Jungschläger, Elia, Verhoek, Mols WISSELS: 22' Verhoek Stroeve 28' O'Brien El-Akchaoui 67' Mols Den Ouden | BASISOPSTELLING: Van Zwam - Elshot, Zwaanswijk, Van Gessel, Vidmar - Mendes da Silva, Zonneveld, Slot - Jenner, Rigters, Vonlanthen RESERVEBANK: Schollen, Stam, Kerstens, Petö, Sikora, Van Hooijdonk, Jonker WISSELS: 53' Kerstens Vidmar 75' Sikora Volanthen 82' Petö Zwaanswijk |

Afwezig: Bodde (blessure)

Opmerkelijk: Joonas Kolkka maakte zijn ADO-debuut. Jan-Paul Saeijs maakte de 800ste Eredivisie-goal voor Den Haag.
| Eredivisie 5e speelronde* | ADO Den Haag       | 0 - 0 (0 - 0) | FC Twente                                  | Selectie ADO Den Haag: (T: Frans Adelaar) | Selectie FC Twente: (T: Rini Coolen) |
| vr. 16 september 2005 Aanvangstijd: 20:30 uur Plaats: Den Haag Zuiderparkstadion Toeschouwers: 5.613 Scheidsrechter: Tom van Sichem Assistenten: Van Dijk & Simons Verslag ADOFans | Van der Leegte 34' |               | 6' Majstorović 52' Loumpoutis 90' Niemeyer | BASISOPSTELLING: De Vries - Rijaard, Saeijs, Grujić, Rząsa - Ranković, Van der Leegte , O'Brien - Elia, Mols, Kolkka RESERVEBANK: Paauwe, Saavedra, El-Akchaoui, Jungschläger, Stroeve, Verhoek, Den Ouden WISSELS: 74' Verhoek Elia 78' Den Ouden Mols 82' Stroeve Ranković | BASISOPSTELLING: Pasveer - Ouédraogo, Majstorović, Zomer, Loumpoutis - Gakhokidze, Čulina, Niemeyer - Touma, N'Kufo, Shoukov RESERVEBANK: Wintjens, Schuurman, Wellenberg, Brama, El Ahmadi, Bakırcıoğlu, Afonso WISSELS: 63' Afonso Touma 74' Brama Gakhokidze |

Afwezig: Bodde (blessure)

| Eredivisie 1e speelronde* | AFC Ajax                                                                                       | 2 - 2 (2 - 0)           | ADO Den Haag                                                                  | Selectie ADO Den Haag: (T: Frans Adelaar) | Selectie AFC Ajax: (T: Danny Blind) |
| wo. 21 september 2005 Aanvangstijd: 20:15 uur Plaats: Amsterdam Amsterdam ArenA Toeschouwers: 42.854 Scheidsrechter: Eric Braamhaar(*) Assistenten: Schenkels & Theelen Verslag ADOFans | Maduro (Pienaar) 20' Sneijder (Pienaar) 28' Heitinga 39' Heitinga 63' Pienaar 74' Sneijder 84' | 1 - 0 2 - 0 2 - 1 2 - 2 | 78' Rijaard 86' Saeijs 90' Den Ouden 90+1' Elia (Verhoek) 90+4' Saeijs (Elia) | BASISOPSTELLING: De Vries - Rijaard, Saeijs, Grujić, Rząsa - Ranković, Van der Leegte , O'Brien - Verhoek, Mols, Kolkka RESERVEBANK: Paauwe, Saavedra, El-Akchaoui, Bodde, Elia, Stroeve, Den Ouden WISSELS: 57' Den Ouden Mols 65' Stroeve O'Brien 81' Elia Ranković | BASISOPSTELLING: Vonk - Trabelsi, Grygera, Galásek, Emanuelson - Sneijder, Pienaar, Maduro - Rosales, Charisteas, Babel RESERVEBANK: Lobonţ, Escudé, Heitinga, De Jong, Boukhari, Rosenberg, Anastasiou WISSELS: 32' Heitinga Grygera 66' De Jong Charisteas 90+4' Boukhari Rosales |

Afwezig: nvt.

Opmerkelijk: Door een blessure moest scheidsrechter Eric Braamhaar tijdens dit duel worden vervangen door Peter van Dongen. Een wonderbaarlijke comeback bezorgde ADO knap een punt. Verdediger Jan-Paul Saeijs maakte zijn derde doelpunt in vier opeenvolgende wedstrijden. John O'Brien kreeg te maken met een flinke liesblessure.
| Eredivisie 6e speelronde | Willem II                         | 1 - 0 (0 - 0) | ADO Den Haag                    | Selectie ADO Den Haag: (T: Frans Adelaar) | Selectie Willem II: (T: Robert Maaskant) |
| za. 24 september 2005 Aanvangstijd: 19:30 uur Plaats: Tilburg Koning Willem II Stadion Toeschouwers: 10.850 Scheidsrechter: Dick van Egmond Assistenten: Geutjes & Langkamp Verslag ADOFans | Kerekes 33' Reuser 87' Reuser 90' | 1 - 0         | 20' Van der Leegte 78' Saavedra | BASISOPSTELLING: De Vries - Rijaard, Saeijs, Grujić, Rząsa - Ranković, Van der Leegte , Stroeve - Elia, Mols, Kolkka RESERVEBANK: Paauwe, Saavedra, El-Akchaoui, Bodde, Doherty, Verhoek, Den Ouden WISSELS: 30' Den Ouden Elia 63' Verhoek Mols 73' Saavedra Grujić | BASISOPSTELLING: Moens - Agustien, Fehér, Victoria, Van der Haar - Caluwé, Reuser, Smit - Ceesay, Kerekes, Bobson RESERVEBANK: Zoïs, Van Nieuwstadt, Swinkels, Kolsi, Delanoy, Dembélé, Denissen WISSELS: 46' Denissen Ceesay 85' Dembélé Bobson 90' Swinkels Caluwé |

Afwezig: O'Brien (blessure)

| Gatorade Cup Tweede ronde | ADO Den Haag | 11 - 1 (8 - 1)                                                            | Vv SHO                          | Selectie ADO Den Haag: (T: Frans Adelaar) |
| wo. 28 september 2005 Aanvangstijd: 20:00 uur Plaats: Den Haag Zuiderparkstadion Toeschouwers: 1.128 Scheidsrechter: Erik ter Brake Wedstrijdverslagen: Verslag ADOFans | Den Ouden (Verhoek) 11' Stroeve 13' Stroeve 23' Saavedra 24' Saeijs 31' Saeijs 33' Kolkka 36' Den Ouden 43' Elia 53' Ranković 68' Stroeve 86' | 1 - 0 2 - 0 3 - 0 4 - 0 4 - 1 5 - 1 6 - 1 7 - 1 8 - 1 9 - 1 10 - 1 11 - 1 | 28' Van der Leegte (eigen goal) | BASISOPSTELLING: De Vries - Rijaard, Saeijs, Saavedra, El-Akchaoui - Ranković, Van der Leegte , Stroeve - Verhoek, Den Ouden, Kolkka WISSELS: 46' Elia Verhoek 59' Bodde Van der Leegte 59' Doherty Kolkka |

Afwezig: El-Akchaoui, Grujić, O'Brien (blessure)

Opmerkelijk: Jong PSV versloeg Vv SHO in de Eerste ronde van het bekertoernooi. Echter werden de Eindhovenaren gediskwalificeerd, omdat ze een niet-gerechtigde speler hadden opgesteld. Ferrie Bodde maakte zijn rentree na maanden revalidatie vanwege een gebroken enkel.

### Oktober 2005
| Eredivisie 7e speelronde | ADO Den Haag                                               | 2 - 1 (1 - 1)     | RKC Waalwijk                                                                             | Selectie ADO Den Haag: (T: Frans Adelaar) | Selectie RKC Waalwijk: (T: Adrie Koster) |
| za. 1 oktober 2005 Aanvangstijd: 19:30 uur Plaats: Den Haag Zuiderparkstadion Toeschouwers: 6.413 Scheidsrechter: Ben Haverkort Assistenten: Van Roekel & Wassink Verslag ADOFans | Den Ouden (Kolkka) 15' Saeijs 20' Stroeve 57' Ranković 63' | 1 - 0 1 - 1 2 - 1 | 19' Van Diemen 35' Van Haaren 38' Van de Haar (De Ceulaer) 42' Van Diemen 83' Zuiverloon | BASISOPSTELLING: De Vries - Rijaard, Saeijs, Saavedra, Rząsa - Ranković, Van der Leegte , Stroeve - Elia, Den Ouden, Kolkka RESERVEBANK: Paauwe, El-Akchaoui, Bodde, Jungschläger, Doherty, Verhoek, Mols WISSELS: 74' Bodde Ranković | BASISOPSTELLING: R. van Dijk - Zuiverloon, Keller, Teixeira, Van Haaren - Van Diemen , Molhoek, Martens, De Ceulaer - Hoogendorp, Van de Haar RESERVEBANK: Wevers, Van Rijsbergen, Schrier, Pinas, Longuet, D. van Dijk, Janssen WISSELS: 61' D. van Dijk Van de Haar 77' Longuet Keller 82' Janssen De Ceulaer |

Afwezig: Grujić, O'Brien (blessure)

| Eredivisie 8e speelronde | SBV Vitesse                                         | 3 - 1 (1 - 1)           | ADO Den Haag                              | Selectie ADO Den Haag: (T: Frans Adelaar) | Selectie SBV Vitesse: (T: Edward Sturing) |
| zo. 16 oktober 2005 Aanvangstijd: 14:30 uur Plaats: Arnhem GelreDome Toeschouwers: 17.265 Scheidsrechter: Jack van Hulten Assistenten: De Vree & Van de Ven Verslag ADOFans | Benson 30' Bodde (eigen goal) 71' Hersi (Amoah) 90' | 1 - 0 1 - 1 2 - 1 3 - 1 | 42' Stroeve (De Graaf) 90' Van der Leegte | BASISOPSTELLING: Paauwe - Rijaard, Bodde, Saavedra, Rząsa - De Graaf, Ranković, Van der Leegte - Stroeve, Den Ouden, Kolkka RESERVEBANK: Arjan van der Kaaij, El Moussaoui, El-Akchaoui, Jungschläger, Doherty, Verhoek, Mols WISSELS: 63' Verhoek Stroeve 78' Mols Rijaard | BASISOPSTELLING: Wapenaar - Vreven, Knol, Dingsdag, Swerts - Yakubu, De Mul, Van der Schaaf, Janssen - Amoah, Benson RESERVEBANK: Coutinho, Fränkel, Esajas, Hersi, Rojer, Gluščević WISSELS: 74' Hersi Benson 90' Fränkel De Mul |

Afwezig: De Vries (familieomstandigheden), Elia (Oranje O-19), Grujić, O'Brien, Saeijs (blessure)

Opmerkelijk: Edwin de Graaf werd tijdens het seizoen verhuurd aan ADO en maakte in deze wedstrijd zijn ADO-debuut.
| Eredivisie 9e speelronde | FC Groningen                                                | 3 - 1 (2 - 0)           | ADO Den Haag                                                         | Selectie ADO Den Haag: (T: Frans Adelaar) | Selectie FC Groningen: (T: Ron Jans) |
| zo. 23 oktober 2005 Aanvangstijd: 14:30 uur Plaats: Groningen Stadion Oosterpark Toeschouwers: 11.702 Scheidsrechter: Björn Kuipers Assistenten: Rozeboom & Olde Olthof Verslag ADOFans | Buijs (Fledderus) 13' Buijs (Cornelisse) 44' Cornelisse 48' | 1 - 0 2 - 0 3 - 0 3 - 1 | 16' Kolkka 53' Rijaard 66' De Graaf (Mols) 76' Ranković 81' Saavedra | BASISOPSTELLING: De Vries - Rijaard, Saeijs, Saavedra, Rząsa - De Graaf, Ranković, Van der Leegte - Stroeve, Den Ouden, Kolkka RESERVEBANK: Paauwe, El-Akchaoui, Bodde, Doherty, Elia, Verhoek, Mols WISSELS: 35' Elia Den Ouden 46' El Akchaoui Rząsa 62' Mols Rijaard | BASISOPSTELLING: Roorda - Bruno Silva, Van der Linden, Sankoh, Levchenko - Buijs, Matthijs, Lindgren, Fledderus - Nevland, Cornelisse RESERVEBANK: Lambers, Sedoc, Koster, Thalen, Pannekoek, Axwijk, Salmon WISSELS: 72' Salmon Nevland 89' Pannekoek Fledderus 90' Thalen Van der Linden |

Afwezig: Grujić, O'Brien (blessure)

| Gatorade Cup Derde ronde | FC Groningen                          | 3 - 0 (1 - 0)     | ADO Den Haag | Selectie ADO Den Haag: (T: Frans Adelaar) | Selectie FC Groningen: (T: Ron Jans) |
| di. 25 oktober 2005 Aanvangstijd: 20:00 uur Plaats: Groningen Stadion Oosterpark Toeschouwers: 10.000 Scheidsrechter: Jan Wegereef Verslag ADOFans | Cornelisse 20' Nevland 55' Salmon 75' | 1 - 0 2 - 0 3 - 0 | Elia         | BASISOPSTELLING: De Vries - Ranković, Saeijs, Bodde, El Akchaoui - De Graaf, Van der Leegte , Stroeve - Elia, Mols, Kolkka WISSELS: 41' Verhoek Elia 64' Rząsa Stroeve 82' Rijaard Mols | BASISOPSTELLING: Roorda - Bruno Silva, Kruiswijk, Florén, Levchenko - Buijs, Matthijs, Lindgren, Seedorf - Nevland, Cornelisse WISSELS: Luirink Bruno Silva Van der Linden Levchenko Salmon Nevland |

Afwezig: Grujić, O'Brien, Den Ouden, Saavedra (blessure)

Opmerkelijk: Net als twee dagen hiervoor was FC Groningen de tegenstander.
| Eredivisie 10e speelronde | ADO Den Haag | 0 - 2 (0 - 1) | AZ                                                 | Selectie ADO Den Haag: (T: Frans Adelaar) | Selectie AZ: (T: Louis van Gaal) |
| za. 29 oktober 2005 Aanvangstijd: 19:30 uur Plaats: Den Haag Zuiderparkstadion Toeschouwers: 7.185 Scheidsrechter: Pieter Vink Assistenten: Droste & Lobbert Verslag ADOFans | Saeijs 57'   | 0 - 1 0 - 2   | 16' Sektioui (Mathijsen) 55' Arveladze (Steinsson) | BASISOPSTELLING: De Vries - Riedewald, Saeijs, Bodde, El Akchaoui - De Graaf, Van der Leegte , Rząsa - Den Ouden, Mols, Kolkka RESERVEBANK: Paauwe, El Moussaoui, Jungschläger, Doherty, Verhoek, Elia WISSELS: 68' Elia Mols 76' Verhoek Kolkka | BASISOPSTELLING: Timmer - Jaliens, Mathijsen, Vlaar, Steinsson - Schaars, Landzaat , Van Galen - Sektioui, Arveladze, Pérez RESERVEBANK: Zwarthoed, Buskermolen, Mathijssen, Meerdink, Ramzi, Huysegems, Koevermans WISSELS: 58' Ramzi Van Galen 74' Huysegems Pérez |

Afwezig: Ranković, Rijaard (schorsing), Grujić, O'Brien, Saavedra, Stroeve (blessure)

Opmerkelijk: Raimund Riedewald maakte zijn ADO-debuut.

### November 2005
| Eredivisie 11e speelronde | FC Utrecht                                                        | 1 - 1 (0 - 0) | ADO Den Haag                                                                                   | Selectie ADO Den Haag: (T: Frans Adelaar) | Selectie FC Utrecht: (T: Foeke Booy) |
| za. 6 november 2005 Aanvangstijd: 12:30 uur Plaats: Utrecht Stadion Galgenwaard Toeschouwers: 17.147 Scheidsrechter: Bas Nijhuis Assistenten: Pool & Brink Verslag ADOFans | Douglas 22' Nelisse (Di Tommaso) 51' Tiendalli 59' Di Tommaso 90' | 1 - 0 1 - 1   | 32' El Akchaoui 35' Van der Leegte 40' Saeijs 50' Stroeve 55' Keller (eigen goal) 90' Ranković | BASISOPSTELLING: De Vries - Ranković, Saeijs, Bodde, El Akchaoui - De Graaf, Van der Leegte , Stroeve - Elia, Mols, Verhoek RESERVEBANK: Paauwe, Riedewald, Rząsa, Jungschläger, Doherty, Kolkka, Den Ouden WISSELS: 77' Kolkka Elia 90' Rząsa Verhoek | BASISOPSTELLING: Terol - Cornelisse, Di Tommaso, Keller, Braafheid - Tiendalli, De Jong , Somers - Douglas, Nelisse, Maachi RESERVEBANK: Grandel, Van Steensel, Shew-Atjon, Broerse, Kruys, Van den Bergh, Fortuné WISSELS: 57' Fortuné Nelisse 69' Van den Bergh Douglas 77' Broerse Somers |

Afwezig: Grujić, O'Brien, Saavedra (blessure)

Opmerkelijk: Op 14 november leverde aanvaller Sean Doherty zijn contract bij ADO Den Haag in vanwege zijn gebrek aan speeltijd.
| Eredivisie 12e speelronde | ADO Den Haag           | 0 - 1 (0 - 0) | N.E.C.                                 | Selectie ADO Den Haag: (T: Frans Adelaar) | Selectie N.E.C.: (T: Cees Lok) |
| za. 19 november 2005 Aanvangstijd: 19:30 uur Plaats: Den Haag Zuiderparkstadion Toeschouwers: 5.938 Scheidsrechter: Tom van Sichem Assistenten: Zuidema & Van der Pas Verslag ADOFans | Bodde 34' Saavedra 57' | 0 - 1         | 82' Takak (Grot) 89' Babos 90' Tininho | BASISOPSTELLING: De Vries - Ranković, Saeijs, Saavedra, El Akchaoui - De Graaf, Bodde, Rząsa - Elia, Mols , Kolkka RESERVEBANK: Paauwe, Rijaard, El Moussaoui, Jungschläger, Verhoek, Stroeve, Den Ouden WISSELS: 46' Verhoek Elia 66' Stroeve Rząsa 70' Den Ouden Mols | BASISOPSTELLING: Babos - Wielaert, Wisgerhof, Olsson, Leiwakabessy - Takak, Barreto, Van der Doelen - Tininho, Denneboom, Niedzielan RESERVEBANK: Van Emmerik, Nalbantoğlu, Valencia, Boutahar, Worm, Prent, Grot WISSELS: 46' Boutahar Barreto 64' Grot Niedzielan 89' Worm Denneboom |

Afwezig: Van der Leegte (schorsing), Grujić, O'Brien (blessure)

Opmerkelijk: Op de training van 22 november raakten reservedoelman Cees Paauwe en Jong ADO-verdediger Samir El Moussaoui zwaar geblesseerd. Op 23 november werd de eerste paal van het nieuw te bouwen ADO Den Haag Stadion geslagen.
| Eredivisie 13e speelronde | PSV                                                                                      | 3 - 0 (0 - 0)     | ADO Den Haag                                                       | Selectie ADO Den Haag: (T: Frans Adelaar) | Selectie PSV: (T: Guus Hiddink) |
| zo. 27 november 2005 Aanvangstijd: 14:30 uur Plaats: Eindhoven Philips Stadion Toeschouwers: 33.000 Scheidsrechter: Rien Koopman Assistenten: Schenkels & Van Dongen Verslag ADOFans | Vennegoor of Hesselink (Čulina) 60' Vennegoor of Hesselink (Lamey) 73' Koné (Ooijer) 86' | 1 - 0 2 - 0 3 - 0 | 24' Rijaard 39' Van der Leegte 46' Ranković 50' Saeijs 81' Rijaard | BASISOPSTELLING: De Vries - Rijaard, Saeijs, Saavedra, El Akchaoui - Ranković, Van der Leegte , De Graaf - Den Ouden, Mols, Kolkka RESERVEBANK: Arjan van der Kaaij, Riedewald, Pedrini, Bodde, Elia, Verhoek, Stroeve WISSELS: 78' Verhoek De Graaf 78' Elia Mols 85' Bodde Kolkka | BASISOPSTELLING: Gomes - Reiziger, Alex, Ooijer, Lamey - Cocu , Afellay, Simons - Koné, Vennegoor of Hesselink, Čulina RESERVEBANK: Zoetebier, Lucius, Addo, Aissati, Ferreyra, Farfán, Robert WISSELS: 30' Lucius Afellay 58' Farfán Reiziger 78' Addo Alex |

Afwezig: Grujić, O'Brien, Paauwe, Rząsa (blessure)

Opmerkelijk: Vanwege de blessure van doelman Cees Paauwe was deze week de Finse goalkeeper Henri Sillanpää op proef bij ADO Den Haag.

### December 2005
| Eredivisie 14e speelronde | Sparta Rotterdam                        | 2 - 3 (1 - 2)                 | ADO Den Haag                                                                  | Selectie ADO Den Haag: (T: Frans Adelaar) | Selectie Sparta Rotterdam: (T: Wiljan Vloet) |
| zo. 4 december 2005 Aanvangstijd: 14:30 uur Plaats: Rotterdam Spartastadion Het Kasteel Toeschouwers: 7.032 Scheidsrechter: Reinold Wiedemeijer Assistenten: Wassink & Van der Zanden Verslag ADOFans | Rose 25' Zoontjes 43' Rose (Obodai) 90' | 0 - 1 1 - 1 1 - 2 1 - 3 2 - 3 | 11' Kolkka (Van der Leegte) 44' Bodde (vt.) 46' Stroeve 66' Bodde 79' Verhoek | BASISOPSTELLING: De Vries - Riedewald, Bodde, Saavedra, El Akchaoui - De Graaf, Van der Leegte , Stroeve, Kolkka - Den Ouden, Mols WISSELS: 46' Jungschläger De Graaf 68' Verhoek Mols | BASISOPSTELLING: Ponk - De fauw, Zoontjes, Gudelj, Polak - Gudde, Michels, Obodai - Rose, Tsvetkov, Bouaouzan WISSELS: 56' Van den Bergh Gudelj 74' Wijks Gudde |

Afwezig: Ranković, Rijaard, Saeijs (schorsing), Grujić, O'Brien, Paauwe, Rząsa (blessure)

Opmerkelijk: Peter Jungschläger maakte zijn ADO-debuut.
| Eredivisie 15e speelronde | ADO Den Haag                                                                        | 3 - 0 (1 - 0)     | RBC Roosendaal                     | Selectie ADO Den Haag: (T: Frans Adelaar) | Selectie RBC Roosendaal: (T: Dolf Roks) |
| za. 10 december 2005 Aanvangstijd: 19:30 uur Plaats: Den Haag Zuiderparkstadion Toeschouwers: 6.725 Scheidsrechter: Jan Wegereef Assistenten: Slot & Talens Verslag ADOFans | Van der Leegte (Mols) 6' El Akchaoui 21' Kolkka (Mols) 78' Kolkka (El Akchaoui) 84' | 1 - 0 2 - 0 3 - 0 | 34' Fleur 45' Molenaar 59' Ny. Wau | BASISOPSTELLING: De Vries - Rijaard, Saeijs, Saavedra, El Akchaoui - Ranković, Van der Leegte , Stroeve, Kolkka - Den Ouden, Mols WISSELS: 67' Verhoek Den Ouden 79' Elia Mols 90' Jungschläger Ranković | BASISOPSTELLING: Volders - Lammens, Molenaar, Loran, Fleur - Daelemans, Paap, Roumani - Marcelino, Kpaka, Sillah WISSELS: 59' Ny. Wau Marcelino 67' Smolders Daelemans |

Afwezig: Bodde (schorsing), De Graaf, Grujić, O'Brien, Paauwe, Rząsa (blessure)

Opmerkelijk: Uit protest wegens verplichte buscombi's en hoge prijzen bij uitwedstrijden bleef het tribunevak van Midden Noord tijdens deze wedstrijd leeg.
| Eredivisie 16e speelronde | ADO Den Haag                                  | 2 - 1 (1 - 0)     | Feyenoord             | Selectie ADO Den Haag: (T: Frans Adelaar) | Selectie Feyenoord: (T: Erwin Koeman) |
| zo. 18 december 2005 Aanvangstijd: 12:30 uur Plaats: Den Haag Zuiderparkstadion Toeschouwers: 8.633 Scheidsrechter: Roelof Luinge Assistenten: Van Dijk & Theelen Verslag ADOFans | Den Ouden (pen.) 2' Saavedra (Kolkka, c.) 79' | 1 - 0 1 - 1 2 - 1 | 68' Kalou (De Guzmán) | BASISOPSTELLING: De Vries - Rijaard, Saeijs, Saavedra, El Akchaoui - Ranković, Van der Leegte , Stroeve, Kolkka - Den Ouden, Mols WISSELS: 73' Verhoek Mols 84' Elia Den Ouden | BASISOPSTELLING: Lodewijks - Östlund, Bahia, Paauwe, Bosschaart - Greene, Ghaly, De Guzmán - Boussaboun, Kuyt , Kalou WISSELS: 58' Biseswar Ghaly 84' Pardo Östlund |

Afwezig: Bodde (schorsing), De Graaf, Grujić, O'Brien, Paauwe, Rząsa (blessure)

Opmerkelijk: Voor het eerst sinds 1990 wist ADO Den Haag drie wedstrijden op rij te winnen in de Eredivisie.
| Eredivisie 17e speelronde | Roda JC Kerkrade                                                         | 3 - 1 (0 - 0)           | ADO Den Haag                                                                                    | Selectie ADO Den Haag: (T: Frans Adelaar) | Selectie Roda JC Kerkrade: (T: Huub Stevens) |
| di. 27 december 2005 Aanvangstijd: 18:00 uur Plaats: Kerkrade Parkstad Limburg Stadion Toeschouwers: 12.500 Scheidsrechter: Richard Liesveld Assistenten: Buiting & Gerritsen Verslag ADOFans | Cissé 40' Vicelich 76' Oper (Cristiano) 82' Bodnár 84' Bodor (Sonko) 90' | 1 - 0 2 - 0 2 - 1 3 - 1 | ?' Saavedra 37' Saavedra 40' Mols 63' Van der Leegte 81' Ranković 84' Kolkka 86' Kolkka (Bodde) | BASISOPSTELLING: De Vries - Rijaard, Saeijs, Saavedra, El Akchaoui - Ranković, Van der Leegte , Stroeve, Kolkka - Den Ouden, Mols WISSELS: 46' Bodde Stroeve 56' Verhoek Mols 79' Elia Rijaard | BASISOPSTELLING: Kujović - Senden , Kah, Bodnár, Lachambre - Leemans, Vicelich, Sergio, Bodor - Oper, Cissé WISSELS: 67' Cristiano Cissé 90+2' Sonko Oper 90+4' Colinet Sergio |

Afwezig: De Graaf, Grujić, O'Brien, Paauwe, Rząsa (blessure)

Opmerkelijk: Deze wedstrijd werd gespeeld in de sneeuw. De wedstrijd tegen AZ, twee dagen later, werd wel gecanceld vanwege de weersomstandigheden. Het duel werd een aantal weken later ingehaald. ADO Den Haag ging op de 14de plek de winterstop in (nadat Heracles Almelo een inhaalduel begin januari won, zakte ADO naar plek 15). Tevens tekende middenvelder Tininho vanaf de zomer van 2006 een contract bij ADO, hij kwam over van N.E.C.. Jong ADO-trainer Bob Kootwijk maakte bekend aan het eind van het seizoen juist te vertrekken.

### Januari 2006
| Oefenwedstrijd | ADO Den Haag | 9 - 1 (5 - 1)                                               | VV Papendrecht | Selectie ADO Den Haag: (T: Frans Adelaar) |
| za. 7 januari 2006 Aanvangstijd: 14:30 uur Plaats: Den Haag Zuiderparkstadion Toeschouwers: 1.350 Scheidsrechter: Van Loenen Verslag ADOFans, CADD | Stroeve (pen.) 7' Bodde (vt.) 10' Bodde 15' Stroeve 25' Stroeve 35' Den Ouden 52' Stroeve 54' Den Ouden 75' Elia 81' | 1 - 0 2 - 0 3 - 0 4 - 0 4 - 1 5 - 1 6 - 1 7 - 1 8 - 1 9 - 1 | 34' Heiszwolf  | BASISOPSTELLING: De Vries - Rijaard, Saeijs, Grujić, El Akchaoui - De Graaf, Bodde, Rząsa - Kolkka, Mols, Stroeve WISSELS: 46' Ranković Rijaard 46' Saavedra Saeijs 46' Verhoek Grujić 46' Elia Kolkka 46' Den Ouden Mols 70' Zwinkels De Vries |

Afwezig: Van der Leegte (bezig met transfer), O'Brien, Paauwe (blessure)

Opmerkelijk: Omdat het geplande trainingskamp in Turkije niet doorging, bleef ADO in eigen land en oefende het tegen de amateurs van VV Papendrecht. 
| Eredivisie 19e speelronde* | ADO Den Haag                                          | 2 - 3 (0 - 2)                 | FC Utrecht | Selectie ADO Den Haag: (T: Frans Adelaar) | Selectie FC Utrecht: (T: Foeke Booy) |
| zo. 15 januari 2006 Aanvangstijd: 12:30 uur Plaats: Den Haag Zuiderparkstadion Toeschouwers: 6.002 Scheidsrechter: Reinold Wiedemeijer Assistenten: De Graaf & Ten Hoove Verslag ADOFans | Rijaard 24' Mols 51' Verhoek 75' Den Ouden (pen.) 90' | 0 - 1 0 - 2 0 - 3 1 - 3 2 - 3 | 13' Tiendalli 22' Van den Bergh (Nelisse) 28' Nelisse (Van den Bergh) 51' Tiendalli (Broerse) 68' Douglas 73' De Jong 90' Broerse | BASISOPSTELLING: De Vries - Rijaard, Saeijs, Grujić , El Akchaoui - De Graaf, Bodde, Stroeve, Kolkka - Den Ouden, Mols WISSELS: 46' Verhoek Rijaard 78' Elia Kolkka 82' Jungschläger Grujić | BASISOPSTELLING: Terol - Tiendalli, Keller, Broerse, Shew-Atjon - Kruys, De Jong , Somers - Douglas, Nelisse, Van den Bergh WISSELS: 73' Fortuné Douglas 87' Alisic Van den Bergh |

Afwezig: Van der Leegte, Ranković, Saavedra (schorsing), O'Brien, Paauwe (blessure)

Opmerkelijk: Michael Mols maakte zijn eerste doelpunt voor ADO Den Haag.
| Eredivisie 18e speelronde* | AZ                                                                                       | 3 - 1 (1 - 0)           | ADO Den Haag                              | Selectie ADO Den Haag: (T: Frans Adelaar) | Selectie AZ: (T: Louis van Gaal) |
| wo. 18 januari 2006 Aanvangstijd: 20:00 uur Plaats: Alkmaar Alkmaarderhout Toeschouwers: 8.349 Scheidsrechter: Ruud Bossen Assistenten: Rozeboom & Wassink Verslag ADOFans | Landzaat (Meerdink) 5' Opdam 6' Landzaat (pen.) 60' Meerdink 67' Ikedia (Koevermans) 81' | 1 - 0 2 - 0 3 - 0 3 - 1 | 20' Saavedra 48' Bodde 90' Stroeve (Elia) | BASISOPSTELLING: De Vries - De Graaf, Grujić, Saavedra, El Akchaoui - Ranković, Van der Leegte , Stroeve - Verhoek, Mols, Kolkka WISSELS: 18' Bodde Grujić 75' Elia Mols | BASISOPSTELLING: Timmer - Jaliens, Mathijsen, Opdam, De Cler - Meerdink, Landzaat , Molhoek - Huysegems, Arveladze, Pérez WISSELS: 36' De Zeeuw Huysegems 73' Ikedia Meerdink 73' Koevermans Arveladze |

Afwezig: O'Brien, Den Ouden, Paauwe, Rijaard, Saeijs (blessure)

| Eredivisie 20e speelronde | N.E.C. | 5 - 0 (0 - 0)                 | ADO Den Haag                 | Selectie ADO Den Haag: (T: Frans Adelaar) | Selectie N.E.C.: (T: Cees Lok) |
| zo. 22 januari 2006 Aanvangstijd: 14:30 uur Plaats: Nijmegen Goffertstadion Toeschouwers: 11.750 Scheidsrechter: Ben Haverkort Assistenten: Meints & Pool Verslag ADOFans | Barreto 53' Niedzielan 58' Jones 58' Denneboom (Niedzielan) 64' Jones (Van der Doelen) 74' Niedzielan (Takak) 90' | 1 - 0 2 - 0 3 - 0 4 - 0 5 - 0 | 27' Van der Leegte 57' Bodde | BASISOPSTELLING: De Vries - De Graaf, Bodde, Grujić, El Akchaoui - Ranković, Van der Leegte , Stroeve, Kolkka - Verhoek, Mols WISSELS: 69' Den Ouden Mols 75' Elia Stroeve | BASISOPSTELLING: Babos - Nalbantoğlu, Wisgerhof, Olsson, Leiwakabessy - Tininho, Barreto, Van der Doelen , Boutahar - Denneboom, Niedzielan WISSELS: 46' Jones Tininho 69' Takak Boutahar 82' Grot Denneboom |

Afwezig: Saavedra (schorsing), O'Brien, Paauwe, Rijaard, Saeijs (blessure)

Opmerkelijk: Op 23 januari kwam Ole Tobiasen op proef bij ADO. Op 25 januari vertrok verdediger Jan-Paul Saeijs per direct naar Roda JC Kerkrade. Op 26 januari vertrok aanvoerder Tommie van der Leegte naar VfL Wolfsburg. Voor beide spelers ontving ADO een transfersom. Verdediger Said Bakkati arriveerde in Den Haag, nadat hij vertrok bij SC Heerenveen. Hij tekende een contract voor anderhalf jaar, met een optie voor nog een seizoen.
| Eredivisie 21e speelronde | ADO Den Haag            | 0 - 2 (0 - 1) | PSV                                            | Selectie ADO Den Haag: (T: Frans Adelaar) | Selectie PSV: (T: Guus Hiddink) |
| zo. 29 januari 2006 Aanvangstijd: 12:30 uur Plaats: Den Haag Zuiderparkstadion Toeschouwers: 6.341 Scheidsrechter: Pieter Vink Assistenten: Meenhuis & Droste Wedstrijdverslagen: ADOFans, Voetbal.com | Kum 20' El Akchaoui 65' | 0 - 1 0 - 2   | 35' Ooijer 55' Farfán (Cocu) 65' Cocu 78' Cocu | BASISOPSTELLING: De Vries - Bakkati, Kum, Saavedra, El Akchaoui - De Graaf, Ranković, Rząsa, Kolkka - Elia, Den Ouden WISSELS: 81' Stroeve De Graaf | BASISOPSTELLING: Gomes - Reiziger, Alex, Ooijer, Lamey - Cocu , Afellay, Simons - Farfán, Beasley, Čulina WISSELS: 86' Thompson Farfán |

Afwezig: Bodde (schorsing), Grujić, O'Brien, Paauwe (blessure)

Opmerkelijk: Christian Kum maakte zijn ADO-debuut. Op 29 januari haalde ADO Den Haag Cory Gibbs (gehuurd van Feyenoord) en Angelo Martha (voor 2,5 jaar, met een optie voor nog een seizoen, overgenomen van MVV Maastricht). Op 30 januari huurde ADO doelman Jaroslav Drobný van Fulham FC. Tevens maakte Tomasz Rząsa bekend te stoppen na dit seizoen en werd verdediger Daniël Rijaard verhuurd aan SBV Excelsior. Op 31 januari werd in de laatste uren van Transfer Deadline Day aanvaller Paulus Roiha binnengehaald, hij kwam over van Cercle Brugge.

### Februari 2006
| Eredivisie 22e speelronde | SC Heerenveen                                                    | 3 - 0 (2 - 0)     | ADO Den Haag                         | Selectie ADO Den Haag: (T: Frans Adelaar) | Selectie SC Heerenveen: (T: Gertjan Verbeek) |
| zo. 5 februari 2006 Aanvangstijd: 16:30 uur Plaats: Heerenveen Abe Lenstra Stadion Toeschouwers: 20.500 Scheidsrechter: Björn Kuipers Assistenten: Brink & Olde Olthof Wedstrijdverslagen: ADOFans, Voetbal.com | Nilsson (Bruggink) 2' Seip 17' Nilsson 34' Nilsson (Bosvelt) 78' | 1 - 0 2 - 0 3 - 0 | 41' Ranković 75' Rząsa 84' Den Ouden | BASISOPSTELLING: Zwinkels - Bakkati, Kum, Saavedra, El Akchaoui - De Graaf, Ranković, Rząsa, Kolkka - Elia, Den Ouden WISSELS: 61' Roiha Elia 62' Stroeve De Graaf 80' Jungschläger Rząsa | BASISOPSTELLING: Vandenbussche - Seip, Hansson, Breuer, Drost - Yıldırım, Bosvelt, Kissi, Pranjić - Bruggink, Nilsson WISSELS: 73' Derveld Drost 73' De Vries Bruggink 80' Prager Nilsson |

Afwezig: Drobný, Gibbs (niet fit/speelgerechtigd), Grujić, O'Brien, Paauwe, De Vries (blessure)

Opmerkelijk: Doelman Robert Zwinkels maakte zijn ADO-debuut, vanwege de blessure van Dorus de Vries. Ook de Finse aanvaller Paulus Roiha maakte zijn debuut in de Eredivisie.
| Eredivisie 23e speelronde | ADO Den Haag        | 0 - 3 (0 - 1)     | NAC Breda                                                            | Selectie ADO Den Haag: (T: Frans Adelaar) | Selectie NAC Breda: (T: Cees Lok) |
| wo. 8 februari 2006 Aanvangstijd: 19:30 uur Plaats: Den Haag Zuiderparkstadion Toeschouwers: 6.000 Scheidsrechter: Jan Wegereef Assistenten: Inia & Geutjes Wedstrijdverslagen: ADOFans, Voetbal.com | Martha 19' Mols 86' | 0 - 1 0 - 2 0 - 3 | 10' Diba (Rigters) 30' Petö 52' Van Gessel (Vonlanthen) 81' Leonardo | BASISOPSTELLING: Drobný - Bakkati, Martha, Saavedra, El Akchaoui - Stroeve, Bodde, Rząsa, Verhoek - Mols , Den Ouden WISSELS: 4' Elia Verhoek 59' Roiha Den Ouden | BASISOPSTELLING: Schollen - Elshot, Zwaanswijk, Van Gessel, Vidmar - Sno, Mendes da Silva, Petö - Diba, Rigters, Vonlanthen WISSELS: 46' Leonardo Rigters 61' Stam Petö 82' Slot Diba |

Afwezig: Gibbs (niet fit/speelgerechtigd), Grujić, O'Brien, Paauwe, Ranković, De Vries (blessure)

Opmerkelijk: Jaroslav Drobný en Angelo Martha maakten hun ADO-debuut. Aanvaller Wesley Verhoek liep al vroeg in dit duel een hamstringblessure op.
| Eredivisie 24e speelronde | ADO Den Haag                             | 1 - 2 (1 - 1)     | AFC Ajax                                                                       | Selectie ADO Den Haag: (T: Frans Adelaar) | Selectie AFC Ajax: (T: Danny Blind) |
| zo. 12 februari 2006 Aanvangstijd: 12:30 uur Plaats: Den Haag Zuiderparkstadion Toeschouwers: 9.133 Scheidsrechter: Roelof Luinge Assistenten: Buiting & Van Dijk Wedstrijdverslagen: ADOFans, Voetbal.com | Bakkati 3' Mols (Kolkka) 33' Stroeve 41' | 0 - 1 1 - 1 1 - 2 | 3' Rosenberg 30' Grygera (Lindenbergh) 55' Huntelaar (Lindenbergh) 79' Grygera | BASISOPSTELLING: Drobný - Bakkati, Grujić , Saavedra, El Akchaoui - Bodde, Rząsa, Stroeve - Elia, Mols, Kolkka WISSELS: 54' Roiha Mols 68' Kum Grujić 78' De Graaf Rząsa | BASISOPSTELLING: Stekelenburg - Grygera, Heitinga, Vermaelen, Emanuelson - Lindenbergh , Sarpong, Maduro - Rosales, Huntelaar, Rosenberg WISSELS: 84' Boukhari Sarpong |

Afwezig: Gibbs (niet fit/speelgerechtigd), O'Brien, Paauwe, Ranković, Verhoek, De Vries (blessure)

Opmerkelijk: Een dag voor de wedstrijd vielen Ajax-hooligans het supportershome van ADO Den Haag binnen. Dit leidde tot 5 gewonden aan Haagse zijde en 10 aanhoudingen onder de Amsterdammers. Om deze reden moest op aandringen van de Haagse burgemeester Wim Deetman het uitvak leeg blijven. Dit bleef jarenlang gehandhaafd.
| Eredivisie 25e speelronde | Heracles Almelo                   | 1 - 3 (1 - 1)           | ADO Den Haag                                               | Selectie ADO Den Haag: (T: Frans Adelaar) | Selectie Heracles Almelo: (T: Peter Bosz) |
| zo. 19 februari 2006 Aanvangstijd: 14:30 uur Plaats: Almelo Polman Stadion Toeschouwers: 8.173 Scheidsrechter: Jack van Hulten Assistenten: Gerritsen & Schenkels Wedstrijdverslagen: ADOFans, Voetbal.com, Video | Tanghe (Sluijter) 29' Wuytens 89' | 0 - 1 1 - 1 1 - 2 1 - 3 | 27' Elia 82' De Graaf (Den Ouden) 87' Den Ouden (De Graaf) | BASISOPSTELLING: Drobný - Bakkati, Grujić , Saavedra, El Akchaoui - Jungschläger, Rząsa, Stroeve - Elia, Mols, Kolkka WISSELS: 42' Den Ouden Mols 62' De Graaf Stroeve | BASISOPSTELLING: Pieckenhagen - Jansen, Hoogma, Reekers, Looms - Nurmela, Tanghe, R. de Vries - Höcher, Hirayama, Sluijter WISSELS: 64' Tamerus Hirayama 82' Quansah Reekers 88' Wuytens Höcher |

Afwezig: Gibbs (niet fit/speelgerechtigd), Bodde, O'Brien, Paauwe, Ranković, Verhoek (blessure)

| Eredivisie 26e speelronde | ADO Den Haag                                                  | 2 - 0 (2 - 0) | Vitesse                | Selectie ADO Den Haag: (T: Frans Adelaar) | Selectie Vitesse: (T: Edward Sturing) |
| za. 25 februari 2006 Aanvangstijd: 19:30 uur Plaats: Den Haag Zuiderparkstadion Toeschouwers: 5.033 Scheidsrechter: Tom van Sichem Assistenten: Rozeboom & Van der Zanden Wedstrijdverslagen: ADOFans, Voetbal.com | Kolkka (De Graaf) 10' Kolkka (Elia) 45' Elia 52' Saavedra 79' | 1 - 0 2 - 0   | 20' Swerts 36' Knopper | BASISOPSTELLING: Drobný - Bakkati, Grujić , Saavedra, El Akchaoui - De Graaf, Jungschläger, Rząsa - Elia, Mols, Kolkka WISSELS: 77' Ranković Elia 86' Roiha Mols 89' Stroeve De Graaf | BASISOPSTELLING: Wapenaar - Verhaegh, Van der Schaaf, Dingsdag, Swerts - Kaya, Knopper , Yakubu - Hersi, Junker, Fränkel WISSELS: 46' De Mul Kaya 66' Benson Yakubu 84' Rojer Fränkel |

Afwezig: Gibbs (niet fit/speelgerechtigd), Bodde, O'Brien, Paauwe, Verhoek (blessure)

### Maart 2006
| Eredivisie 27e speelronde | RKC Waalwijk                                                                                             | 3 - 0 (1 - 0)     | ADO Den Haag  | Selectie ADO Den Haag: (T: Frans Adelaar) | Selectie RKC Waalwijk: (T: Adrie Koster) |
| zo. 5 maart 2006 Aanvangstijd: 14:30 uur Plaats: Waalwijk Mandemakers Stadion Toeschouwers: 5.216 Scheidsrechter: Pieter Vink Assistenten: Inia & Droste Wedstrijdverslagen: ADOFans, Voetbal.com | De Ceulaer (Krohn-Dehli) 30' Fuchs 31' Van Haaren 46' D. van Dijk (Berger) 57' D. van Dijk (Lurling) 73' | 1 - 0 2 - 0 3 - 0 | 52' Den Ouden | BASISOPSTELLING: Drobný - Bakkati, Grujić , Saavedra, El Akchaoui - De Graaf, Jungschläger, Rząsa - Elia, Den Ouden, Kolkka WISSELS: 46' Ranković Rząsa 66' Roiha Den Ouden 71' Bodde Grujić | BASISOPSTELLING: R. van Dijk - Van Diemen , Keller, Bakens, Van Haaren - Berger, Fuchs, Mathijssen - De Ceulaer, Lurling, Krohn-Dehli WISSELS: 43' D. van Dijk De Ceulaer 75' Zuiverloon Bakens 83' Peters Krohn-Dehli |

Afwezig: Gibbs (niet fit/speelgerechtigd), O'Brien, Paauwe, Verhoek (blessure)

| Eredivisie 28e speelronde | ADO Den Haag                       | 2 - 1 (1 - 1)     | FC Groningen                 | Selectie ADO Den Haag: (T: Frans Adelaar) | Selectie FC Groningen: (T: Ron Jans) |
| za. 11 maart 2006 Aanvangstijd: 19:30 uur Plaats: Den Haag Zuiderparkstadion Toeschouwers: 6.546 Scheidsrechter: Reinold Wiedemeijer Assistenten: Rutgers & Simons Wedstrijdverslagen: ADOFans, Voetbal.com | Mols (Kolkka) 23' Bodde (pen.) 66' | 0 - 1 1 - 1 2 - 1 | 15' Nevland (Van der Linden) | BASISOPSTELLING: Drobný - Bakkati, Grujić , Saavedra, El Akchaoui - De Graaf, Jungschläger, Rząsa - Elia, Mols, Kolkka WISSELS: 46' Bodde Jungschläger 61' Roiha Kolkka 76' Ranković Mols | BASISOPSTELLING: Roorda - Luirink, Van der Linden, Florén, Levchenko - Seedorf, Matthijs, Lindgren, Fledderus - Nevland, Van de Laak WISSELS: 69' Salmon Seedorf 71' Buijs Seedorf 71' Cornelisse Nevland |

Afwezig: Gibbs (niet fit/speelgerechtigd), O'Brien, Paauwe, Verhoek (blessure)